# マニラ・ベイ (護衛空母)
マニラ・ベイ (USS Manila Bay, ACV/CVE-61) は、アメリカ海軍の護衛空母。カサブランカ級航空母艦の7番艦。艦名は米西戦争でのマニラ湾海戦に因む。

## 艦歴
「ブキャレリ・ベイ (Bucareli Bay, ACV-61) 」として合衆国海事委員会の契約下ワシントン州バンクーバーのカイザー造船所で1943年1月15日に起工し、1943年4月3日に「マニラ・ベイ」と改名された。1943年7月10日にロバート・W・ボッキンス夫人によって進水し、1943年7月15日にCVE-61（護衛空母）へと艦種変更され、1943年10月5日に海軍に引き渡され、同日オレゴン州アストリアでボイントン・L・ブラウン艦長の指揮下就役した。

### マーシャル
西海岸沿岸での慣熟訓練の後、「マニラ・ベイ」は11月20日に真珠湾に向かい、破損した航空機を収容した後12月4日にサンディエゴに戻ってきた。訓練を再開し、やがて第7混成航空隊が配属された。1944年1月3日、真珠湾に向けて出港し、一週間後には第24空母群 (CarDiv 24) 旗艦としてラルフ・E・デヴィソン少将の将旗を掲げる事となった。空母群とともに第52任務部隊に加わった「マニラ・ベイ」は、1月22日にマーシャル諸島攻撃のため出撃した。1月31日から2月6日までの間、「マニラ・ベイ」の航空機は空中哨戒と対潜哨戒の任務に就くと同時に、クェゼリン環礁内のビジェイ島にある日本軍拠点に対する攻撃も行い、機銃掃射等によって弾薬庫と防御砲台を破壊した。2月に入ってからは、マジュロの確保とエニウェトクの戦いに参加した。
3月7日、「マニラ・ベイ」はマジュロを出港して12日にエスピリトゥサント島に到着。3日後には第37任務部隊に加わり、3月19日から20日にかけてカビエンに対する空襲を行った。4月に入るまでの間は、ラバウルに篭る日本軍をより孤立させるため、ソロモン諸島海域とビスマルク諸島海域を往復した。4月19日、マニラ・ベイはニューギニアの戦いに転進した。

### ニューギニア・マリアナ
3日後の4月22日、アメリカ軍はニューギニアのアイタペ、ホーランジアおよびタナメラ湾に対する攻撃を行った。上陸作戦が行われた後、「マニラ・ベイ」はアイタペ地域で空中哨戒と日本軍拠点への攻撃を行い、戦闘機と攻撃機を送り込んだ。5月4日にマヌス島に帰投後、空母群司令官がフェリックス・スタンプ少将に交代し、スタンプ少将は2日後に自身の将旗を空母「コレヒドール (USS Corregidor, CVE-58) 」に移した。「マニラ・ベイ」はオーバーホールのため真珠湾に向かい、5月18日に到着した。
オーバーホール後の「マニラ・ベイ」は、第7空軍宛てのP-47戦闘機37機を積み込み、6月5日に空母「ナトマ・ベイ (USS Natoma Bay, CVE-62) 」とともに真珠湾を出港してマリアナ諸島方面に向かった。途中、エニウェトク環礁に立ち寄り、6月19日のマリアナ沖海戦の大勢が判明するまではサイパン島の東方洋上で待機するよう命令された。海戦は日本海軍艦隊に多大な損害を与え、特に航空戦力は著しく衰退した。
6月23日、「マニラ・ベイ」は「ナトマ・ベイ」とともにサイパン島東方で洋上給油を行っている最中に日本機の空襲を受けた。2機の戦闘爆撃機が4発の爆弾を投下してきたが、激しい対空砲火によって2機とも撃墜した。この時、第5艦隊司令長官レイモンド・スプルーアンス大将に「立派な行動」として称えられた行為があった。「マニラ・ベイ」はレーダーで怪目標を探知した後、空中哨戒のために「ナトマ・ベイ」ともども輸送中のP-47を発進させたのである。P-47の一隊は、空中哨戒を終えると占領したばかりのイズリー飛行場に向かっていった。「マニラ・ベイ」は6月27日にエニウェトク環礁に帰投し、207名の負傷者を収容した後、7月1日に出港して8日に真珠湾に寄港し、7月16日にサンディエゴに到着した。
8月31日、「マニラ・ベイ」は真珠湾に戻ってきた。2日後、フイットシュー・リー艦長が着任し、第80混成航空隊 (VC-80) が配属された。9月15日、引き続き第24空母群の一艦として真珠湾を出撃し、エニウェトク環礁を経由して10月3日にマヌス島に到着。フィリピンの戦いに備えた最終準備に入った。

### レイテ沖海戦
「マニラ・ベイ」は第77.4任務群（トーマス・L・スプレイグ少将）に加わり、10月12日にフィリピン沿岸に向けて出撃した。上陸作戦を前に、「マニラ・ベイ」の航空機はレイテ島、サマール島およびセブ方面で日本軍の地上施設を見つけては破壊していった。10月20日に行われたレイテ島上陸作戦の後は、地上部隊支援と空中哨戒のため戦闘機と攻撃機を繰り返し発進させた。
「マニラ・ベイ」がスタンプ少将率いる第77.4.2任務群（通称「タフィ2」）とともにレイテ湾東方洋上を哨戒していた時、日本海軍はレイテ湾に向けて3つの艦隊を差し向けていた。このうち、西村祥治中将率いる南方の艦隊は25日早朝にスリガオ海峡においてジェシー・B・オルデンドルフ少将の第77部隊の攻撃により壊滅し、残党も魚雷艇と基地航空隊の攻撃によりかき消された。
10月25日の夜明け前、「マニラ・ベイ」はレイテ島の地上目標攻撃のため8機のTBM雷撃機を発進させた。その途中、TBMはパナオン島南西洋上で、西村艦隊の残党である重巡洋艦「最上」を発見し、爆撃と機銃掃射を行った。午前中は最上攻撃に専念した「マニラ・ベイ」であったが、程なくして目下の脅威に対する反撃に軸を移動した。クリフトン・スプレイグ少将の第77.4.3任務群（通称「タフィ3」）が、前日の空襲で西方に引き返したと信じられていた栗田健男中将率いる日本艦隊の攻撃を受けて危機的状況に陥っていたのである。
栗田艦隊は、夜闇に乗じてサンベルナルジノ海峡を通過してレイテ湾に向かっていた。第77.4.3任務群旗艦「ファンショー・ベイ (USS Fanshaw Bay, CVE-70) 」のスプレイグ少将は、ただちに栗田艦隊とは逆の方向に全速力で逃げるよう命令を出し、同時に第7艦隊（トーマス・C・キンケイド中将）に救援を求める緊急電報を発信して、任務群の全艦艇は煙幕を張りながらスコールに向かっていった。しかしながら、第38任務部隊（マーク・ミッチャー中将）は小沢治三郎中将率いる機動部隊本隊に釣り出されて北方に移動しており、西村艦隊を撃滅した第77部隊（ジェシー・B・オルデンドルフ少将）はスリガオ海峡で補給中だった。唯一の頼みは、20マイルほどの南南東にいた第77.4.2任務群だけであり、7時8分までには反撃の攻撃隊を発進させていた。栗田艦隊はよいレーダーを持たぬとはいえ、次第に護衛空母や駆逐艦、護衛駆逐艦に命中弾および至近弾を与えつつあった。これに対し、第77.4.3任務群も手持ちの駆逐艦、護衛駆逐艦および航空機で決死の反撃を行っていた。
「マニラ・ベイ」は第77.4.3任務隊を救うべく、栗田艦隊に対して二度空襲を行った。8時30分、「マニラ・ベイ」は4機のTBMと7機のFM-2戦闘機を発進させた。第一次攻撃隊は戦艦「大和」に対して魚雷を3本投下したが、全て回避された。別の1機は重巡洋艦「筑摩」に対して魚雷を投下し、それはおそらくは右舷艦尾区画に命中して艦のコントロールを奪ったであろうと判断された。第二次攻撃隊の2機のTBMは「大和」以外の別の戦艦に対して魚雷を投下し、1本は命中しただろうと思われた。
栗田艦隊が所謂「謎の反転」でサンベルナルジノ海峡方向に針路を向けてからも、反撃は続いた。11時20分、「マニラ・ベイ」は500ポンド爆弾を搭載した4機のTBMを発進させ、他の護衛空母からの攻撃機と合流して R. L. フローラー指揮官の下、FM-2の一隊に護衛されて栗田艦隊に向かっていった。12時30分、70機の攻撃機は栗田艦隊上空に到達し、激しい対空砲火をものともせず攻撃を開始した。「マニラ・ベイ」の攻撃機は金剛型戦艦を2回にわたって攻撃し、一発の命中弾を与えたと評価された。また、巡洋艦と駆逐艦に対して機銃掃射を行った。12時45分、「マニラ・ベイ」は最後の攻撃隊を繰り出し、巡洋艦に二発の命中弾を与えたと判断された。午後、空中哨戒を行っていた「マニラ・ベイ」の4機の戦闘機は、第77.4.2任務隊の約50マイル北において日本の戦闘爆撃機の一隊を迎え撃ち、第77.4.2任務隊に指一本触れさせる事なく撃墜した。
翌朝、「マニラ・ベイ」の航空機は、ヴィサヤン海でレイテ島への輸送作戦から帰投中の軽巡洋艦「鬼怒」と駆逐艦「浦波」を発見。他艦の航空機と協力して攻撃し、「鬼怒」に2発の命中弾、「浦波」にいくつかのロケット弾の命中を与えた。頻繁な空襲の末、正午ごろには2隻とも沈んでいった。
日本艦隊の脅威を取り去った後、「マニラ・ベイ」はレイテ島の味方部隊に対する援護を再開した。10月27日には九九式艦爆1機を撃墜し、10月29日には一式戦闘機1機も撃墜した。10月30日午後、「マニラ・ベイ」はマヌス島に向かい、11月4日に到着した。

### ミンドロ島
「マニラ・ベイ」はマヌス島での整備が終わると、11月後半にはコッソル水道に進出。12月10日、ミンドロ島の戦いに向かう輸送船団を援護する艦隊に加わってコッソル水道を出撃。艦隊は12月13日にはミンダナオ海を通過。午後遅く、ネグロス島南方のスールー海に入った頃、艦隊は神風特別攻撃隊の攻撃を受けた。上空の戦闘機は大多数の神風を撃墜したが、戦闘機をかいくぐった神風のうちの1機は「マニラ・ベイ」の対空砲火で撃墜され、他の1機は駆逐艦「ハラデン (USS Haraden, DD-585) 」に命中した。
12月15日のミンドロ島上陸後、「マニラ・ベイ」の航空機はこれまでのように地上部隊支援と空中哨戒に任じた。上陸を阻止しようと、神風が空母群を狙って突入してきた。多くは戦闘機に撃墜され、わずかに残った神風も対空砲火で蹴散らされた。「マニラ・ベイ」は対空砲火で3機を撃墜し、別に戦闘機が2機撃墜した。12月16日、ミンドロ島の戦いでの任務を終え、輸送船団とともにスリガオ海峡を東に通過して、12月19日にコッソル水道に帰投した。
マヌス島に下がった「マニラ・ベイ」は、1945年1月1日にルソン島の戦いに向かう艦隊に加わり、他の護衛空母5隻とともにオルデンドルフ中将率いる火力支援部隊のと、ダニエル・E・バーベイ中将のサンファビアン攻略部隊に対する空中援護の任務に就いた。

### リンガエン湾
オルデンドルフ中将の艦隊はスリガオ海峡を西航し、ミンダナオ海を抜けてスールー海に入った。これに対する神風攻撃は1月4日から本格的に始まり、手厚い空中援護があったにもかかわらず、神風特攻旭日隊（彗星2機）、一誠隊（隼2機）、進襲隊（九九式襲撃機1機）が艦隊を攻撃。そのうちの旭日隊の彗星1機が空母「オマニー・ベイ (USS Ommaney Bay, CVE-79) 」に突入。「オマニー・ベイ」は激しく炎上し、20分後には総員退艦が令されて艦を放棄することとなり、弾薬に引火して激しい爆発を起こした「オマニー・ベイ」は、駆逐艦「バーンズ(USS Burns, DD-588) 」の魚雷により沈められた。
神風攻撃は1月5日にも行われた。この日も空中哨戒の戦闘機を出動させ、多数の神風を撃墜して午前中は終わった。16時50分、この日三度目の神風攻撃が始まって戦闘配置が令された。空中哨戒の戦闘機はここでも多数の神風を撃墜したが、生き残った3機の神風が重巡洋艦「ルイビル (USS Louisville, CA-28) 」、護衛駆逐艦「スタフォード (USS Stafford, DE-411) 」および豪重巡「オーストラリア (HMAS Australia, D84) 」にそれぞれ命中した。17時50分の少し前、ついに2機の神風が「マニラ・ベイ」に命中した。1機は艦橋後方の右舷部から操舵室に命中し、格納庫とレーダーを破壊した。もう1機は飛行甲板のエレベーター付近に命中した。神風突入により格納庫のTBM2機が炎上し始めたが、防火体制が十分だったので大事には至らなかった。「マニラ・ベイ」は24時間以内に応急修理を完了し、リンガエン湾への上陸作戦が行われた1月9日までには全力発揮が可能な存在にまで回復した。「マニラ・ベイ」は14名の戦死者と51名の負傷者を出した。フイットシュー・リー艦長は、戦時日誌においてマニラ・ベイに突入した神風を「見事だ」と賞賛し、2機のうちの1機の残骸から、戦死したパイロットが自らの身分を示す手帳と日の丸が入った紙入れを確認した。
戦列に復帰した「マニラ・ベイ」は、火力支援部隊に空中援護を提供するとともに、リンガエン湾からバギオに通じるルソン島西部のあらゆる地域への攻撃で航空機を104回出動させ、日本軍の砲台や建築物、軍用トラックに対して爆撃や機銃掃射を行い、リンガエン湾およびサンファビアン地域に上陸した味方部隊の援護を行った。1月17日、輸送船団とともにリンガエン湾を離れ、レイテ島、ウルシー環礁、真珠湾を経由して、2月15日にサンディエゴに到着し、4月末まで損傷の修理を行った。

### 1945年後半
修理を終え第72混成航空隊 (VC-72) が配属された「マニラ・ベイ」はハワイ水域で訓練を行い、5月24日に西太平洋に向かった。6月13日に沖縄島近海に到着し、沖縄戦の最終局面に参加してロケット弾攻撃と機銃掃射を行った。一週間後の6月20日、マリアナ諸島方面へ向かい、8月15日の終戦までの間はグアムとエニウェトク環礁の間で行動した。
戦争終結後、「マニラ・ベイ」はアリューシャン列島方面に移動して第44任務部隊に加わり、8月31日にアダック島を出港して北日本地域の進駐に向かった。9月7日から12日までの間、「マニラ・ベイ」の航空機は北海道と本州北部の捕虜収容所に対して物資を空中投下した。「マニラ・ベイ」は9月24日に真珠湾に戻り、航空機を降ろしてマーシャル諸島方面に向かった。

### 戦後
「マニラ・ベイ」はマジック・カーペット作戦に参加し、10月6日から18日までエニウェトク環礁から1,031名のベテランの復員兵をサンフランシスコまで輸送した。任務終了後、1946年1月27日に真珠湾を出港し、2月18日にノーフォークに到着した。
4月15日、「マニラ・ベイ」はボストンに向けて出航し、4月17日に到着。7月31日に退役し大西洋予備役艦隊入りする。1955年6月12日にCVU-61（雑役空母）に艦種変更され、1958年5月27日に除籍された。その後1959年9月2日にニューヨークのユゴー・ニュー社にスクラップとして売却された。
「マニラ・ベイ」は第二次世界大戦の戦功での8つの従軍星章を受章した。